# ТКБ-011
ТКБ-011 — прототипы советских автоматов, созданных Николаем Афанасьевым под патрон 7,62×39 мм в 1963—1965 годах. Оружие являлось одной из первых в мире разработок по ныне широко распространённой схеме булл-пап. Кроме этого в данной системе использовался принцип фронтальной экстракции гильз, в дальнейшем использовавшийся в F2000 и Kel-Tec RDB.

## История
Автомат ТКБ-011 был создан Николаем Афанасьевым в 1963 году. При разработке этого проекта конструктор использовал некоторые идеи, ранее опробованные в автоматах ТКБ-022 Г.А. Коробова. Первый подобный образец от Афанасьева АА-55 появился в 1955 году. Схема булл-пап в то время активно рассматривалась в качестве альтернативы классике, которая позволяла значительно уменьшить вес и габариты системы. Но подобная схема была очень нестандартной для армии СССР и комиссии, что стало одной из причин отказа от автоматов ТКБ-011.

## Описание
Передняя и задняя части ствольной коробки были расположены под углом друг к другу. Задняя часть ствольной коробки также выполняла функции приклада и была оснащена пластиковым затыльником (ранние обладали корпусом из дерева). Ствольная коробка крепилась к ложе сложной формы, состоявшей из двух симметричных половин. В передней части ТКБ-011 имелось длинное цевье. Сразу за цевьем расположена скоба спускового крючка и рукоятка управления огнём. На некотором удалении от рукоятки находилось приёмное окно магазина. Защёлка магазина на автомате Афанасьева располагалась перед приёмным окном. Прицельные устройства автомата состояли из открытого прицела и мушки. Автомат должен был выбрасывать стреляные гильзы вправо-вперёд, отводя их от лица стрелка. Этот автомат был одним из первых с фронтальной экстракции гильз.

## Конструкция
Точная конструкция автоматов ТКБ-011 неизвестна. Вопросы вызывают приклады этих автоматов, так как они обладают изгибом (что не свойственно для булл-пап оружия). Существует лишь одно фото не полностью разобранного ТКБ-011 № 1, и можно сделать вывод, что автоматы обладают изогнутой затворной рамой. Подобное сильно усложняет конструкцию, и это одна из причин, по которой от автоматов ТКБ-011 отказались.

## Дальнейшая судьба
Причины отказа от ТКБ-011 очень схожи с причинами ТКБ-022: нестандартный вид, сложная и недоработанная конструкция. В те же 60-е разработка автоматов была прекращена. 

## Варианты
- ТКБ-011 (первый вариант) — проект 1963 года. Визуально очень схож с более ранним автоматом Афанасьева АА-55, но его приклад находится под небольшим углом (что делало более удобным использование прицельных приспособлений). Из-за такой формы автомат обладает изогнутой затворной рамой. Эта модель обладала фронтальной экстракции гильз, которая использовалась в последующих моделях.
- ТКБ-011 (второй вариант) — проект 1963 года. Особых изменений не наблюдаются от прошлой модели, лишь визуальные. Больше схож с поздними моделями.
- ТКБ-011 (третий вариант) — проект 1963 года. Точная копия предыдущей, но обладает корпусом из пластмассы АГ-4 (реактопласт).

- ТКБ-011М — проект 1964 года. подразумевал некоторые доработки, предназначенные для устранения имеющихся проблем. Самой заметной доработкой стал дульный тормоз-компенсатор.
- ТКБ-011-2М — проект 1965 года. предусматривались изменения, направленные на повышение характеристик оружия. Почти все металлические детали автомата были скрыты под деревянными и пластмассовыми. Кроме того, на ТКБ-011 2М отсутствовал дульный тормоз-компенсатор. Заметные изменения претерпела автоматика, о чём говорили характерный изогнутый паз рукоятки затвора и перенесённое на левую сторону оружия окно выброса гильз. Специально для автомата ТКБ-011 2М был создан новый магазин большей ёмкости — на основе магазина, заимствованного у автоматов Калашникова, Афанасьев создал конструкцию, вмещающую 50 патронов 7,62х39 мм.

Некоторая информация об оружии может быть ошибочной, так как об большинстве моделей почти нет информации. Возможно, существовали модели стандартной компоновки, но точной информации нет.